# Neuhardt (Engelskirchen)
Neuhardt  ist eine Ortschaft in Engelskirchen im Oberbergischen Kreis im nordrhein-westfälischen Regierungsbezirk Köln in Deutschland.

## Lage und Beschreibung
Der Ort liegt etwa 2,3 km vom Hauptort Engelskirchen entfernt.
Er liegt am östlichen Rand des Ortsteiles Hardt und war bis zur Neugliederung der Gemeinden am 1. Januar 1975 Teil der ehemaligen Gemeinde Ründeroth im Oberbergischen Kreis. Jedoch nur verwaltungsmäßig. Im Übrigen waren die wenigen Einwohner der ehemaligen Gemeinde Engelskirchen im Rheinisch-Bergischen-Kreis angeschlossen.